# Theodore Dreiser
Œuvres principales
- Sister Carrie (1900)
- Une Tragédie Américaine (1925)

Theodore Dreiser (27 août 1871, Terre Haute, Indiana - 28 décembre 1945, Hollywood, Californie) est un écrivain naturaliste américain.

## Biographie
Fils d'un immigrant allemand et d'une mère élevée dans la communauté mennonite, Theodore Dreiser était le douzième d'une fratrie de treize enfants. Le chansonnier Paul Dresser (1857-1906) était son frère aîné. Après un court passage à l'Université d'Indiana, Theodore commença à écrire pour le Chicago Globe, puis pour le St. Louis Globe-Democrat. Il épousa Sara White en 1898. Ils se séparèrent définitivement en 1909, sans formellement divorcer.
Son premier roman, Sister Carrie (1900), raconte l'histoire d'une femme qui fuit la vie rurale pour rejoindre la ville de Chicago où elle commence une existence difficile. L'éditeur n'ayant guère assuré la promotion du livre, il ne s'en vendit que peu d'exemplaires. Dreiser travailla alors dans l'édition de magazines féminins jusqu'à ce qu'il doive y renoncer en 1910, à la suite d'une aventure. Il publia son deuxième roman, Jennie Gerhardt, l'année suivante. Comme la plupart de ses œuvres postérieures, celui-ci traitait des inégalités sociales. En 1918, il publia un recueil de neuf nouvelles, Free and Other Stories. An American Tragedy fut, en 1925, son premier succès commercial. Il fut adapté au cinéma en 1931 (Une tragédie américaine) et, à nouveau, en 1951 (Une place au soleil). D'autres romans suivirent dont le dernier, The Stoic, fut publié à titre posthume en 1947. Son influence sur la génération littéraire suivante fut importante: à sa mort, Dreiser fut salué comme un maître et un modèle par des écrivains aussi divers que John Dos Passos, Ernest Hemingway ou F. Scott Fitzgerald.
Dreiser s'impliqua dans plusieurs campagnes contre les injustices sociales. Il dénonça notamment le lynchage du syndicaliste IWW Frank Little, la condamnation de Sacco et Vanzetti ou encore celle de Tom Mooney, l'expulsion d'Emma Goldman, etc. Socialiste engagé, il écrivit plusieurs essais politiques. Dreiser Looks at Russia (1928), lui a été inspiré par son voyage l'année précédente en Union soviétique. Il dénonça aussi le capitalisme et le militarisme américain, ce qui lui valut l'hostilité des cercles officiels.

## Œuvres
- 1900 : Sister Carrie
- 1911 : Jennie Gerhardt
- 1912 : Le Financier
- 1914 : Le Titan
- 1925 : Une tragédie américaine (An American Tragedy), sur la base de la vie de Grace Brown[1].
- 1946 : Le Rempart

## Adaptations
D'après Une tragédie américaine
- 1931 : Une tragédie américaine (An American Tragedy) réalisé par Josef von Sternberg, avec Sylvia Sidney;
- 1951 : Une place au soleil (A Place in the Sun) réalisé par George Stevens, avec Montgomery Clift, Elizabeth Taylor et Shelley Winters;
- 1980 : Nakaw na pag-ibig, film philippin réalisé par Lino Brocka

D'après Sister Carrie
- 1952 : Un amour désespéré (Carrie) réalisé par William Wyler, avec Laurence Olivier et Jennifer Jones;

D'après Jennie Gerhardt
- 1933 : Jennie Gerhardt réalisé par Marion Gering, avec Sylvia Sidney.

Histoires
- 1951 : Le Voleur de Tanger (The Prince Who Was a Thief) réalisé par Rudolph Maté

## Regards sur son œuvre
- Alors âgé de 23 ans, Ira Levin s'inspirera d'Une Tragédie Américaine pour son premier roman La Couronne de cuivre (A Kiss Before Dying, 1953).
- Charles Bukowski avait une piètre opinion de Dreiser, en effet il déclare: "Si l'on excepte Dreiser, Wolfe est le plus mauvais écrivain américain de tous les temps" - Journal d'un vieux dégueulasse

- Norman Mailer: "Il s'est plus approché de la compréhension totale de la machine sociale qu'aucun autre écrivain américain"[2]

- H. L. Mencken: "La littérature américaine avant et après Dreiser est aussi différente que la biologie avant et après Darwin"[3]